# Alberto de Pineda Álvarez
Alberto de Pineda Álvarez es un arquitecto español. Arquitecto por la Escuela Técnica Superior de Arquitectura de Barcelona, 1980
Fundador de Pinearq SLUP

## Obra realizada
| 1984 | Reforma del Centro Geriátrico Municipal Bonanova en Barcelona |
| 1988 | 150 apartamentos en Port del Comte, Gerona |
| 1989 | 220 apartamentos en Port del Comte, Gerona |
| 1990 | Edificio de Laboratorios Municipales de Barcelona |
| 1991 | Laboratorio de Referencia de Cataluña en Barcelona |
| 1992 | Ampliación y Reforma del Hospital del Mar de Barcelona (enlace roto disponible en Internet Archive; véase el historial, la primera versión y la última). (En colaboración con Manuel Brullet Tenas)                                                  |
| 1992 | Apartamentos en la calle Legalidad de Barcelona |
| 1992 | Hotel Ambassador de Barcelona (En colaboración con Javier Llambrich) |
| 1993 | Hospital Marítimo de Oza en La Coruña (en colaboración con Andrés Reboredo) |
| 1993 | Escuela Santa María de los Apóstoles en la Rambla Prim de Barcelona (En colaboración con Javier Llambrich) |
| 1993 | Escuela Princess Margaret, Barcelona (En colaboración con Javier Llambrich) |
| 1994 | Mercado Municipal del Clot, Barcelona |
| 1995 | Unidad de Litotricia del Hospital Teresa Herrera en La Coruña |
| 1995 | Laboratorio de Salud Pública en Barcelona |
| 1996 | Reforma y ampliación del Mercado de la Concepción |
| 1997 | Unidad de Litotricia del Hospital Teresa Herrera a La Coruña |
| 1997 | Unidad de Resonancia Magnética Clínica de Alta Tecnología Quirón (Valencia) |
| 1997 | Estudios previos Hospital General Universitario de Valencia (Valencia) |
| 1997 | Residencia Socio-sanitaria de Puigcerdà (en colaboración con Javier Llambrich) |
| 1998 | Reforma y Ampliación de la Clínica Previasa DKV (Barcelona) |
| 1998 | Ampliación y Reforma del Hospital Sagrado Corazón de La Alianza en Barcelona (en colaboración con Javier Llambrich) |
| 1999 | Servicio Radioterapia Hospital de La Esperanza (Barcelona) |
| 1999 | Reforma y Ampliación del Hospital del Esperit Sant en Badalona, Barcelona |
| 2000 | Reforma Servicios Urgencias y Radiología del Hospital Municipal de Badalona, Barcelona (En colaboración con Javier Llambrich) |
| 2000 | Residencia Geriátrica (GERS) Calle Provenza, Barcelona |
| 2001 | Hospital Provincial de Castellón (enlace roto disponible en Internet Archive; véase el historial, la primera versión y la última). (en colaboración con Javier Llambrich)                                                                            |
| 2001 | Resonancia Magnética en el Hospital Universitario de Bellvitge en Hospitalet de Llobregat, Barcelona |
| 2001 | Reforma y Ampliación del Complejo Hospitalario Pulido Valente de Lisboa, Portugal |
| 2001 | Nueva Clínica Quirón La Floresta, Zaragoza |
| 2001 | Residencia Geriátrica (GERS) en Zaragoza |
| 2002 | Residencia para la Tercera Edad en Oreiras, Lisboa, Portugal |
| 2002 | Residencia Geriátrica (GERS) en Castellón |
| 2002 | Complejo Residencial Can Vilar, en Premià de Dalt, provincia de Barcelona |
| 2002 | Reforma Policlínica del Vallès en Granollers, Barcelona |
| 2002 | Edificio de Consultas Externas del Hospital Municipal de Badalona (en colaboración con A.Soldevila) |
| 2003 | Edificio para trastornos mentales severos, dentro del Parque Hospitalario Martí y Juliá (enlace roto disponible en Internet Archive; véase el historial, la primera versión y la última). en Salt, Gerona (En colaboración con Manuel Brullet Tenas) |
| 2003 | Reforma y Ampliación de la Clínica Arrábida, Oporto (Portugal) |
| 2004 | Hospital de Santa Caterina (enlace roto disponible en Internet Archive; véase el historial, la primera versión y la última). dentro del Parque Hospitalario Martí y Juliá, en Salt, Gerona (En colaboración con Manuel Brullet Tenas)                |
| 2004 | Mercado del Puerto de Barcelona |
| 2004 | Residencia socio-sanitaria de Montigalà en Badalona, Barcelona |
| 2005 | Hospital residencial do Mar (enlace roto disponible en Internet Archive; véase el historial, la primera versión y la última). en Loures (Portugal)                                                                                                   |
| 2005 | Ampliación y Reforma Hospital Universitario de Bellvitge (enlace roto disponible en Internet Archive; véase el historial, la primera versión y la última)., Fase 1 (Edificio de Consultas Externas), en Hospitalet de Llobregat, Barcelona           |
| 2005 | Hospital Hedwigshöhe de Berlín (enlace roto disponible en Internet Archive; véase el historial, la primera versión y la última)., Alemania (En colaboración con Manuel Brullet Tenas)                                                                |
| 2005 | Unidad de diálisis Hospital de Berga, Barcelona |
| 2005 | Policlínica el Rosario, Ibiza, Islas Baleares |
| 2005 | Residencia Socio-sanitaria Molí de Can Rovira (enlace roto disponible en Internet Archive; véase el historial, la primera versión y la última). en Villafranca del Panadés, Barcelona                                                                |
| 2006 | Parc de Recerca Biomèdica de Barcelona (enlace roto disponible en Internet Archive; véase el historial, la primera versión y la última). (En colaboración con Manuel Brullet Tenas)                                                                  |
| 2006 | Nuevo Hospital Quirón (enlace roto disponible en Internet Archive; véase el historial, la primera versión y la última). en Pozuelo de Alarcón, Madrid                                                                                                |
| 2006 | Residencia geriátrica en Santa Eulalia para le Consejo Insular de Ibiza y Formentera |
| 2006 | Hospital Da Luz (enlace roto disponible en Internet Archive; véase el historial, la primera versión y la última)., Lisboa, Portugal |
| 2007 | Nueva cocina y cafetería del Centro Penitenciario de Can Brians II en San Esteban de Sasroviras, Barcelona |
| 2007 | Nuevo Hospital Quirón (enlace roto disponible en Internet Archive; véase el historial, la primera versión y la última). en Barcelona |
| 2007 | Cocina, cafetería, forjados y fachadas del Hospital Duran y Reynals en Hospitalet de Llobregat, Barcelona |
| 2007 | Centro Socio-sanitario Hospital Duran y Reynals en Hospitalet de Llobregat, Barcelona |
| 2008 | Nuevo Hospital de Denia (enlace roto disponible en Internet Archive; véase el historial, la primera versión y la última)., Alicante |
| 2008 | Centro de Urgencias y Atención Primaria Costa Ponent en Hospitalet de Llobregat, Barcelona |
| 2008 | Consultoría y asistencia para la reforma de 6 hospitales y centros de salud en Brasil |
| 2009 | Hospital de Santa Gertrudis en San Vicente de El Salvador (Centroamérica) |
| 2009 | Nueva Clínica de La Alianza en Sabadell, Barcelona |
| 2009 | Ampliación Hospital Asilo de Granollers, Barcelona |

## Concursos y premios más destacados
| 1993 | Premio FAD 92 de Arquitectura, por el Hospital del Mar (Barcelona)(en colaboración con Manuel Brullet Tenas).                                                              |
| 1995 | 1.er Premio Concurso Internacional Wettbewerb Krankenhauserweiternug Hedwigshöhe Treptow (Berlín) (en colaboración con Manuel Brullet Tenas y Huber & Staudt)              |
| 1995 | 1.er Premio Concurso para el nuevo Hospital de Santa Caterina, Salt (provincia de Gerona)(en colaboración con Manuel Brullet Tenas).                                       |
| 1996 | 1.er Premio al mejor edificio de España construido en granito 1996, por el Hospital Marítimo de Oza (La Coruña) (en colaboración con Andrés Reboredo)                      |
| 1998 | 1.er Premio Arquitectura Julio Galán Carvajal en el apartado de Edificio de Nueva Planta por el Hospital Marítimo de Oza (La Coruña) (en colaboración con Andrés Reboredo) |
| 1999 | Obra finalista V Bienal de Arq y IV Premio Manuel de la Dehesa por el Mercado de la Concepción (Barcelona)                                                                 |
| 2001 | 1.er Premio Concurso Internacional Hospital Da Luz de Lisboa |
| 2002 | 1.er Premio Concurso Internacional Residencia Medicalizada de Loures, en Lisboa                                                                                            |
| 2005 | Premio de Arquitectura de les Comarcas de Gerona por el Hospital General de Santa Caterina, Salt (provincia de Gerona)                                                     |
| 2006 | Ganador Concurso Internacional Nuevo Hospital de Santa Gertrudis y San Vicente en El Salvador                                                                              |
| 2007 | Ganador Concurso Edificios universitarios y administrativos Campus de Bellvitge                                                                                            |
| 2007 | Ganador premio FAD de los socios y finalista premio FAD de Arquitectura por el “Parc de Recerca Biomèdica de Barcelona”                                                    |
| 2007 | Ganador Concurso Internacional Nuevo Hospital Alejandro Dávila Bolaños de Nicaragua                                                                                        |
| 2008 | Premio Barcelona Meeting Point al Parque de Investigación Biomédica de Barcelona                                                                                           |
| 2008 | Premio Dècada de Arquitectura 1998-2008 otorgado por la Fundación Òscar Tusquets por el Mercado de la Concepción                                                           |
| 2008 | Ganador Concurso Hospital Policlínico de Bari (Italia) |
| 2008 | Ganador Concurso nueva clínica Ponent de La Alianza en Lérida |
| 2008 | Ganador Concurso Dirección y Supervisión de Obra reforma y ampliación Hospital de Bellvitge, Fase 2 Obra civil                                                             |
| 2009 | Ganador Concurso Dirección y Supervisión de Obra Hospital Transfronterizo de Puigcerdà                                                                                     |